# Nunzia Catalfo
Nunzia Catalfo, née le 29 juillet 1967 à Catane, en Sicile, est une femme politique italienne membre du Mouvement 5 étoiles (M5S).
Elle est ministre du Travail et des Politiques sociales de 2019 à 2021.

## Biographie
Nunzia Catalfo naît le 29 juillet 1967 à Catane, en Sicile.
Elle est élue pour la première fois au Sénat de la République lors des élections générales des 24 et 25 février 2013 sous les couleurs du Mouvement 5 étoiles (M5S). Elle fait alors partie des « modérés » du M5S, favorable au dialogue avec les autres forces politiques, face aux intransigeants menés par Beppe Grillo et Gianroberto Casaleggio, principaux dirigeants du mouvement.
Elle conserve son mandat lors des élections du 4 mars 2018, étant élue dans la circonscription uninominale de Catane. Elle travaille à la mise en place du « revenu de citoyenneté », équivalent du RSA, dont elle avait proposé l'instauration dans une proposition de loi en 2013.
Le 5 septembre 2019, Nunzia Catalfo est nommée ministre du Travail et des Politiques sociales du second gouvernement de l'indépendant Giuseppe Conte.